# Horst Löffler
Horst Löffler (Alemania, 17 de marzo de 1942) es un nadador alemán retirado especializado en pruebas de estilo libre, donde consiguió ser subcampeón olímpico en 1964 en los 4 x 100 metros estilo libre.

## Carrera deportiva
En los Juegos Olímpicos de Tokio 1964 ganó la medalla de plata en los relevos de 4 x 100 metros estilo libre, con un tiempo 3:37.2 segundos, tras Estados Unidos (oro) y por delante de Australia (bronce); sus compañeros de equipo fueron los nadadores: Frank Wiegand, Uwe Jacobsen y Hans-Joachim Klein.